# Attitude d'intimidation des requins

Attitude d'intimidation d'un requin gris de récif.

L'attitude d'intimidation des requins est un type de comportement agonistique observé chez certains requins lorsqu'ils se sentent menacés ou qu'ils protègent quelque chose. Le comportement se caractérise par des mouvements du corps et un style de nage particuliers. L'attitude est surtout observée chez les requins gris de récif, bien qu'elle existe également chez d'autres espèces de requins.
Les requins présentant ce comportement sont généralement sur le point d'attaquer ou de fuir.
Ce comportement a été observé chez 23 autres espèces de requins, dont le requin des Galápagos, le requin soyeux, le requin bordé, le requin nez noir, le grand requin blanc, le requin-tigre et le requin-bouledogue,.